# Super League 2024 (Malawi)
La Super League del Malawi 2024, anche nota come TNM Super League 2024 per motivi di sponsor, è stata la trentottesima edizione del massimo campionato di calcio del Malawi. La stagione è iniziata il 6 aprile 2024 e si è conclusa il 7 dicembre successivo. 
Il Big Bullets era la squadra campione in carica, mentre il campionato è stato vinto dal Silver Strikers, per la nona volta nella sua storia.

## Stagione

### Novità
Al termine della stagione precedente sono state retrocesse Blue Eagles, Red Lions e Mchinji Extreme, ultime tre classificate del campionato. Al loro posto dalla Football League sono state promosse Baka City, Creck e FOMO, vincitrici dei rispettivi gironi.

### Formula
Le 16 squadre partecipanti giocano un girone all'italiana con partite di andata e ritorno, per un totale di 30 giornate. Alla fine del campionato, la squadra prima in classifica è campione del Malawi e si qualifica per la CAF Champions League 2025-2026, mentre le ultime tre classificate vengono retrocesse in Football League.

## Squadre partecipanti
| Club             | Città      | Stagione Precedente |
| ---------------- | ---------- | ------------------- |
| Baka City        | Karonga    | Football League     |
| Bangwe All Stars | Bangwe     | 6° in Super League  |
| Chitipa United   | Mzuzu      | 4° in Super League  |
| CIVO Utd         | Lilongwe   | 8° in Super League  |
| Creck            | Lilongwe   | Football League     |
| Dezda Dynamos    | Blantyre   | 7° in Super League  |
| FOMO             | Mulanje    | Football League     |
| Kamuzu Barracks  | Blantyre   | 5° in Super League  |
| Karonga Utd      | Karonga    | 9° in Super League  |
| MAFCO            | Nkhotakota | 10° in Super League |
| Mighty Tigers    | Blantyre   | 11° in Super League |
| Mighty Wanderers | Blantyre   | 3° in Super League  |
| Moyale Barracks  | Mzuzu      | 13° in Super League |
| Mzuzu City       | Mzuzu      | 12° in Super League |
| Big Bullets      | Blantyre   | Campione del Malawi |
| Silver Strikers  | Lilongwe   | 2° in Super League  |

## Classifica
|                   | Pos. | Squadra          | Pt | G  | V  | N  | P  | GF | GS | DR  |
| ----------------- | ---- | ---------------- | -- | -- | -- | -- | -- | -- | -- | --- |
| Malawi (bandiera) | 1.   | Silver Strikers  | 67 | 30 | 19 | 10 | 1  | 58 | 17 | +41 |
|                   | 2.   | Mighty Wanderers | 58 | 30 | 17 | 7  | 6  | 57 | 19 | +38 |
|                   | 3.   | Big Bullets      | 55 | 30 | 14 | 13 | 3  | 42 | 40 | +22 |
|                   | 4.   | Mzuzu City       | 48 | 30 | 13 | 9  | 8  | 31 | 32 | -1  |
|                   | 5.   | CIVO Utd         | 43 | 30 | 11 | 10 | 9  | 35 | 27 | +8  |
|                   | 6.   | Creck            | 42 | 30 | 10 | 12 | 8  | 44 | 33 | +11 |
|                   | 7.   | Karonga Utd      | 42 | 30 | 11 | 9  | 10 | 30 | 30 | 0   |
|                   | 8.   | Moyale Barracks  | 39 | 30 | 9  | 12 | 9  | 30 | 27 | +3  |
|                   | 9.   | MAFCO            | 39 | 30 | 9  | 12 | 9  | 30 | 39 | -9  |
|                   | 10.  | Kamuzu Barracks  | 37 | 30 | 8  | 13 | 9  | 30 | 29 | +1  |
|                   | 11.  | Dezda Dynamos    | 36 | 30 | 7  | 15 | 8  | 32 | 31 | +1  |
|                   | 12.  | Mighty Tigers    | 35 | 30 | 8  | 11 | 11 | 26 | 38 | -12 |
|                   | 13.  | Chitipa United   | 29 | 30 | 7  | 8  | 15 | 35 | 46 | -11 |
|                   | 14.  | FOMO             | 29 | 30 | 8  | 5  | 17 | 20 | 38 | -18 |
|                   | 15.  | Bangwe All Stars | 27 | 30 | 6  | 9  | 15 | 17 | 34 | -17 |
|                   | 16.  | Baka City        | 13 | 30 | 2  | 7  | 21 | 17 | 74 | -57 |

Legenda:
      Campione del Malawi e ammessa alla CAF Champions League 2025-2026.
 Retrocessione diretta.